# Toader Tomoni
Toader Tomoni (n. 1882, Clopotiva - d. 1967) a fost un deputat în Marea Adunare Națională de la Alba Iulia, organismul legislativ reprezentativ al „tuturor românilor din Transilvania, Banat și Țara Ungurească”, cel care a adoptat hotărârea privind Unirea Transilvaniei cu România, la 1 decembrie 1918.

## Biografie
Toader Tomoni a luat parte la primul război mondial cu gradul de sergent căzând prizonier la ruși. A contribuit la formarea gărzii naționale din satul natal.

## Activitatea politică
Toader Tomoni a participat la Marea Adunare Națională de la Alba Iulia ca delegat al cercului electoral Hațeg.